# 松平民部
松平 民部（まつだいら みんぶ、1582年〈天正10年〉 - 1616年〈元和2年〉）は、安土桃山時代から江戸時代初期にかけての武将。徳川家康の落胤とされる。母は法光院（お松）。永見民部とも。
父家康が厄年の時に誕生したため、忌み子とされ、次兄の結城秀康の養子となったという。秀康の長男で甥の忠直のもとで大坂の陣にも参戦した。その後、35歳で病死したとされる。元和9年（1623年）8月、秀康次男の忠昌の当時の領地、越後国高田藩において死去したとも伝わる。